# 格洛麗亞·拉里瓦
格洛麗亞·埃斯特拉·拉里瓦（英語：Gloria Estela La Riva；1954年8月13日—）是一名與争取社会主义和解放党及和平與自由黨關係密切的美國活動家（以前也與工人世界黨有關係）。

## 生平
她曾代表争取社会主义和解放党參選2008年美国总统选举，亦爭取過和平與自由黨在加州的黨內提名，但輸給了拉尔夫·纳德。
2015年7月，拉里瓦宣布代表争取社会主义和解放党參與2016年美國總統選舉，以尤金·珀伊爾為她的競選搭檔。截至2016年6月30日，她獲得了20487美元競選活動經費，最後她獲得60990票，排名第7。
拉里瓦也是一名翻譯家，曾翻譯菲德尔·卡斯特罗的著作《在十字路口的古巴》（Cuba at the Crossroads；1997年；ISBN 1-875284-94-X）和製作紀錄片《
北約的目標，古巴工人民主》（NATO Targets, Workers' Democracy in Cuba，1996年）、《滅絕種族罪處罰：伊拉克為例》（Genocide by Sanctions: The Case of Iraq，1998年）及《讓伊拉克活起來！》（ Let Iraq Live!）。

## 外部連結
- 2016年總統競選網站
- "Standing for Castro at the US election", a brief report on Gloria La Riva by France 24, October 29, 2008
- "Meet Gloria", profile on Votepsl.org